# 베이징 비키니

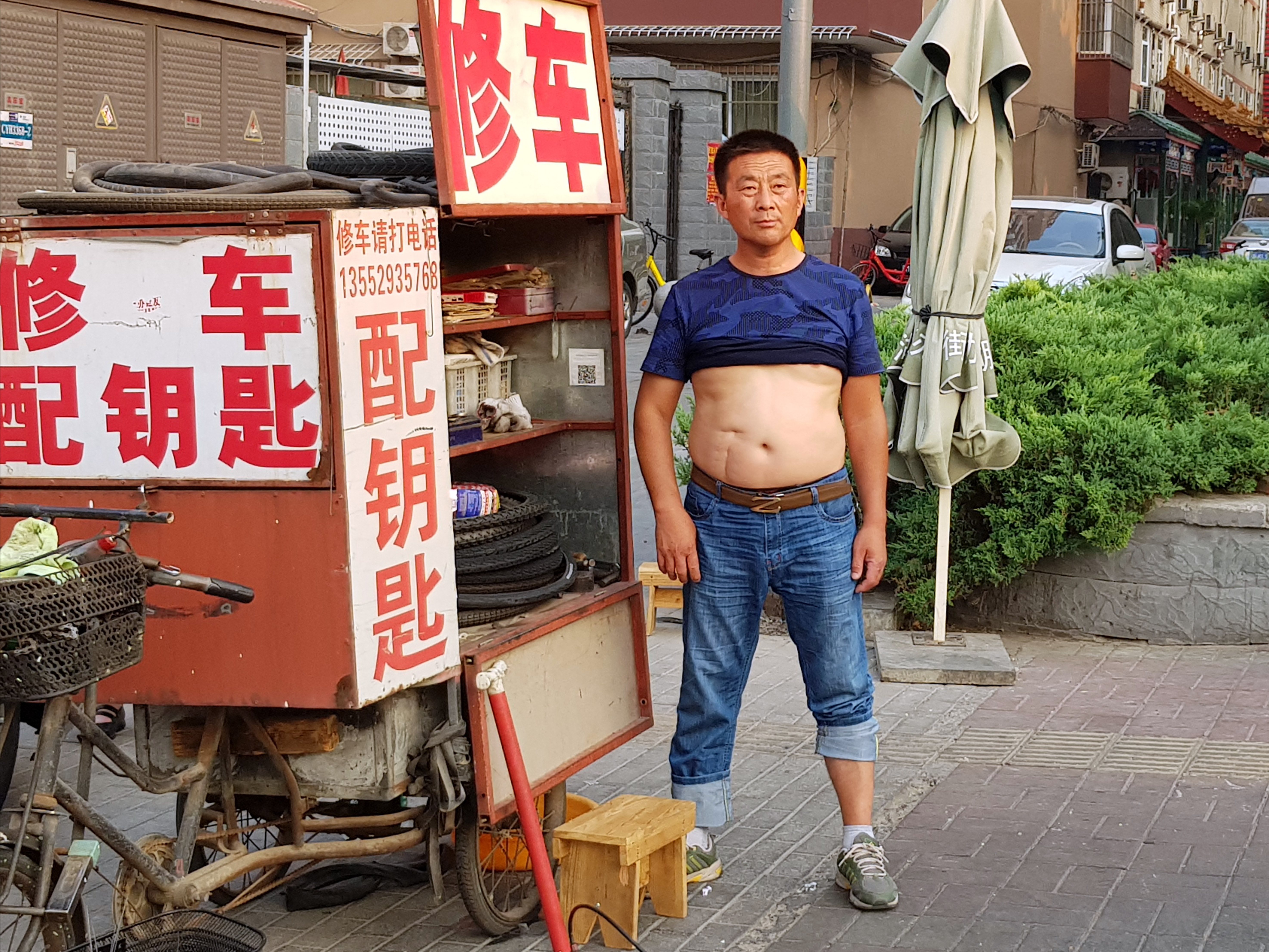
베이징 비키니

베이징 비키니(영어: Beijing bikini) 또는 방예(중국어: 膀爷)는 중국에서 특히 더운 여름철에 보이는 독특한 현상으로, 남자들이 셔츠를 말아 올려 배를 드러내는 것을 의미한다. 또한 중국어로 이 현상을 "방예"(膀爷)라는 용어로 비하적으로 지칭하는데, 이는 대략 "할아버지처럼 자신을 드러내는 것"으로 번역할 수 있다.